# Triticellopsis sandersi
Triticellopsis sandersi is een mosdiertjessoort uit de familie van de Triticellidae. De wetenschappelijke naam van de soort is voor het eerst geldig gepubliceerd in 1979 door d'Hondt.